# Rosenbauer
Le groupe Rosenbauer est une entreprise autrichienne de construction de fourgons d’incendie et d'équipements de protection individuelle, dont le siège social se trouve à Leonding, Autriche.

## Historique
Rosenbauer a été fondé en 1866, en Autriche, par Johann Rosenbauer, après avoir créé les pompiers volontaires de la ville de Linz en Autriche.

## Galerie

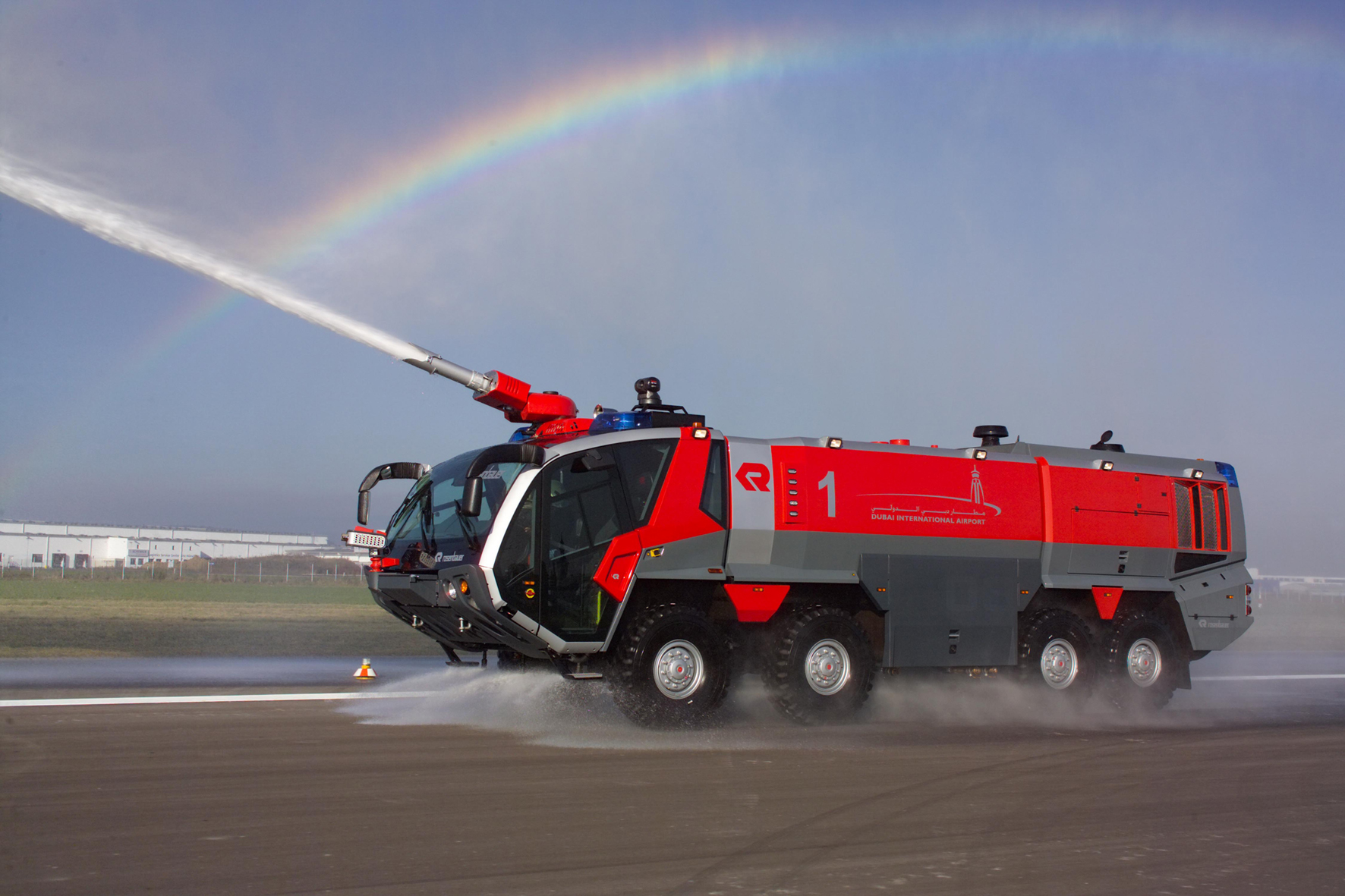
Rosenbauer Panther 8x8 en action sur l'aéroport International de Dubaï en 2005
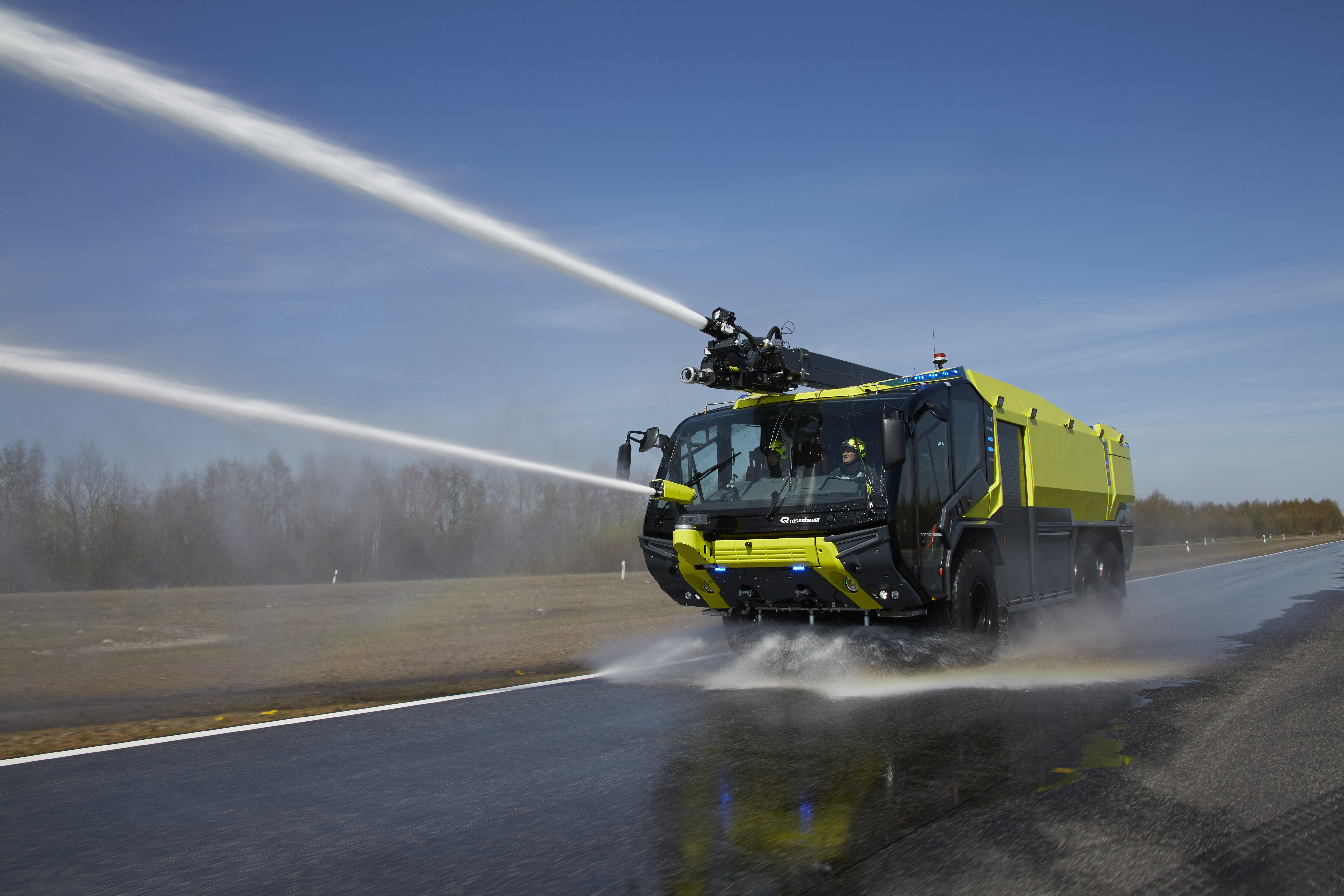
Rosenbauer Panther 6x6 lors d'une démonstration
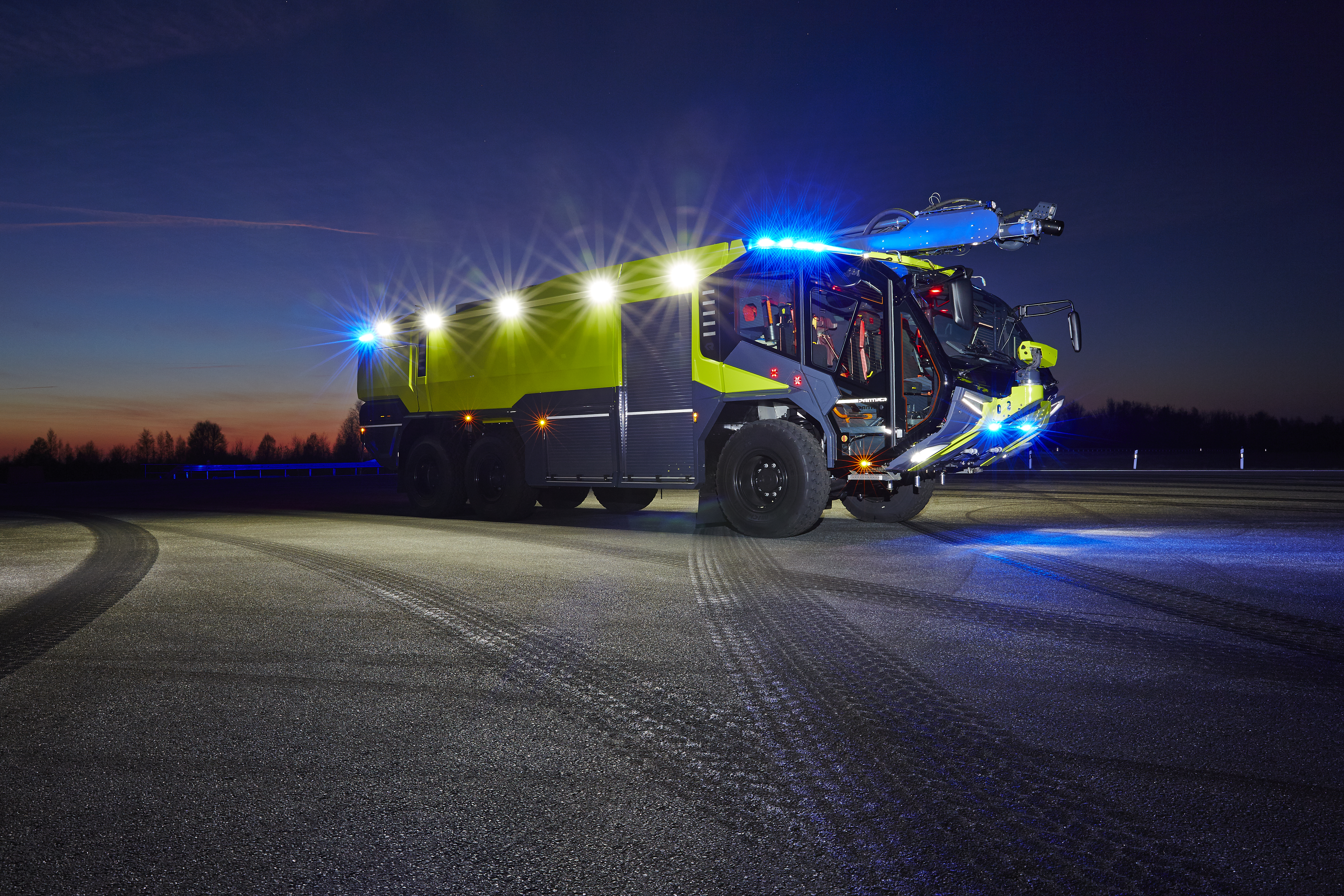
Rosenbauer Panther 6x6 lors d'une démonstration
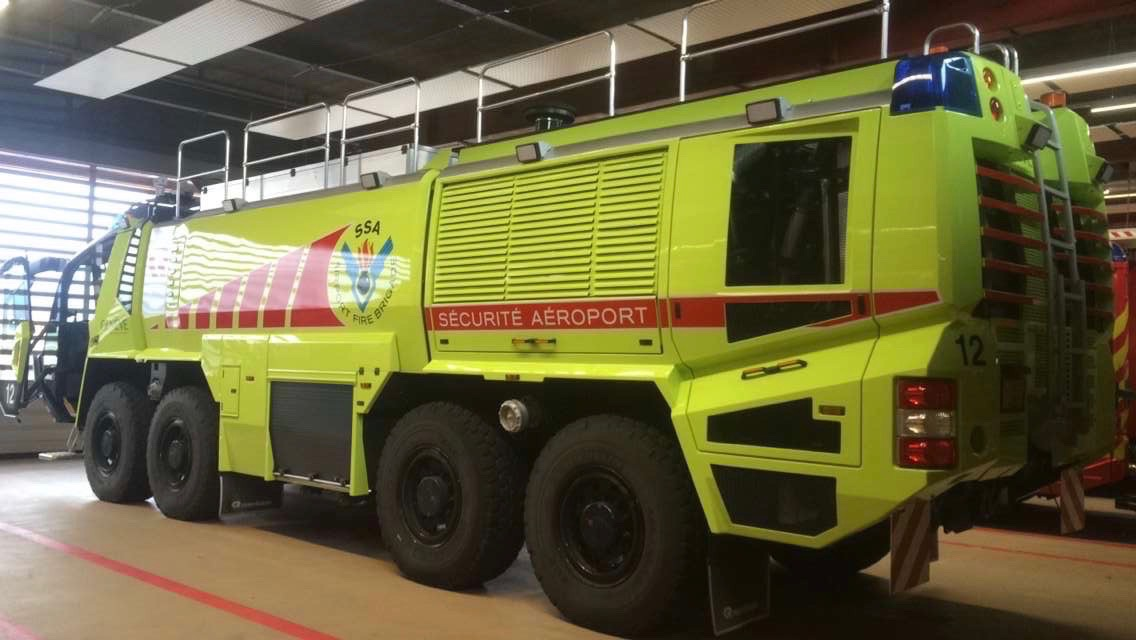
Rosenbauer Panther du SSLIA de l'Aéroport international de Genève
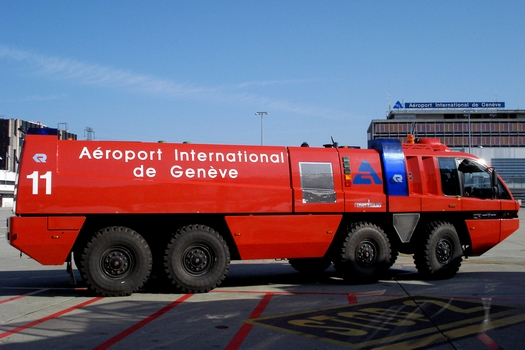
Ancien Rosenbauer Panther du SSLIA de l'Aéroport international de Genève
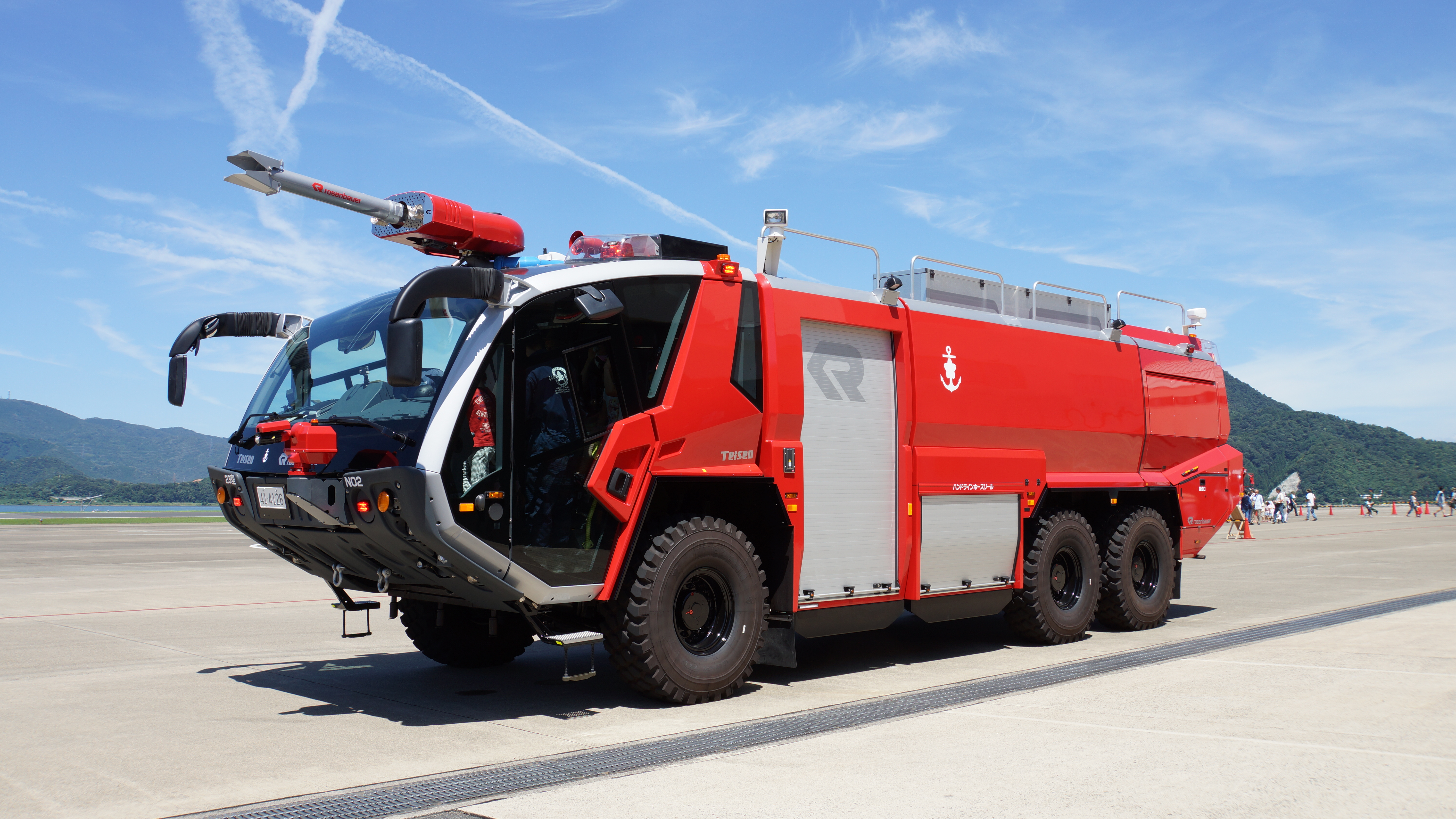
Rosenbauer Panther 6x6 à Maizuru, au Japon
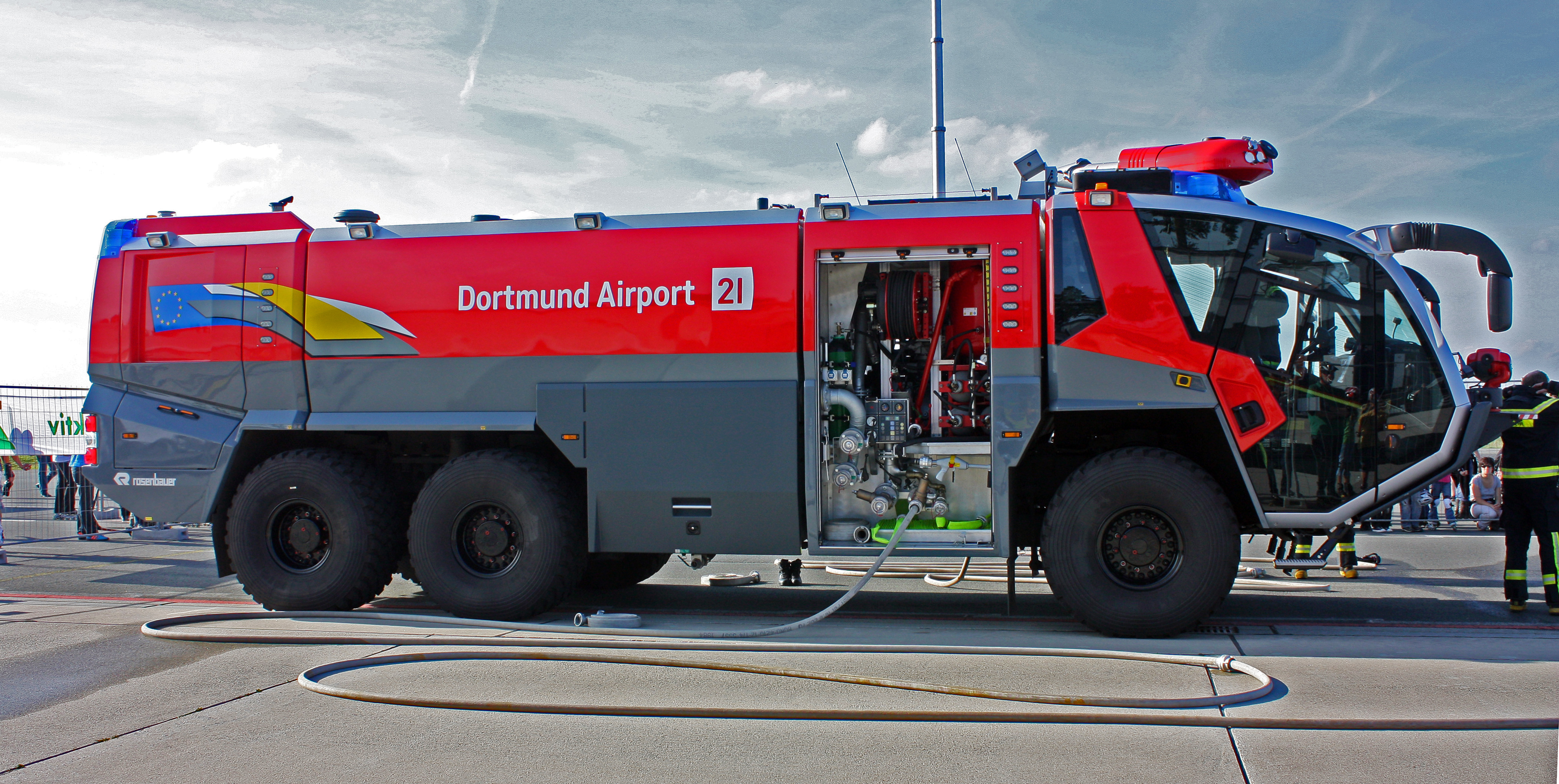
Rosenbauer Panther 6x6 à l'aéroport de Dortmund
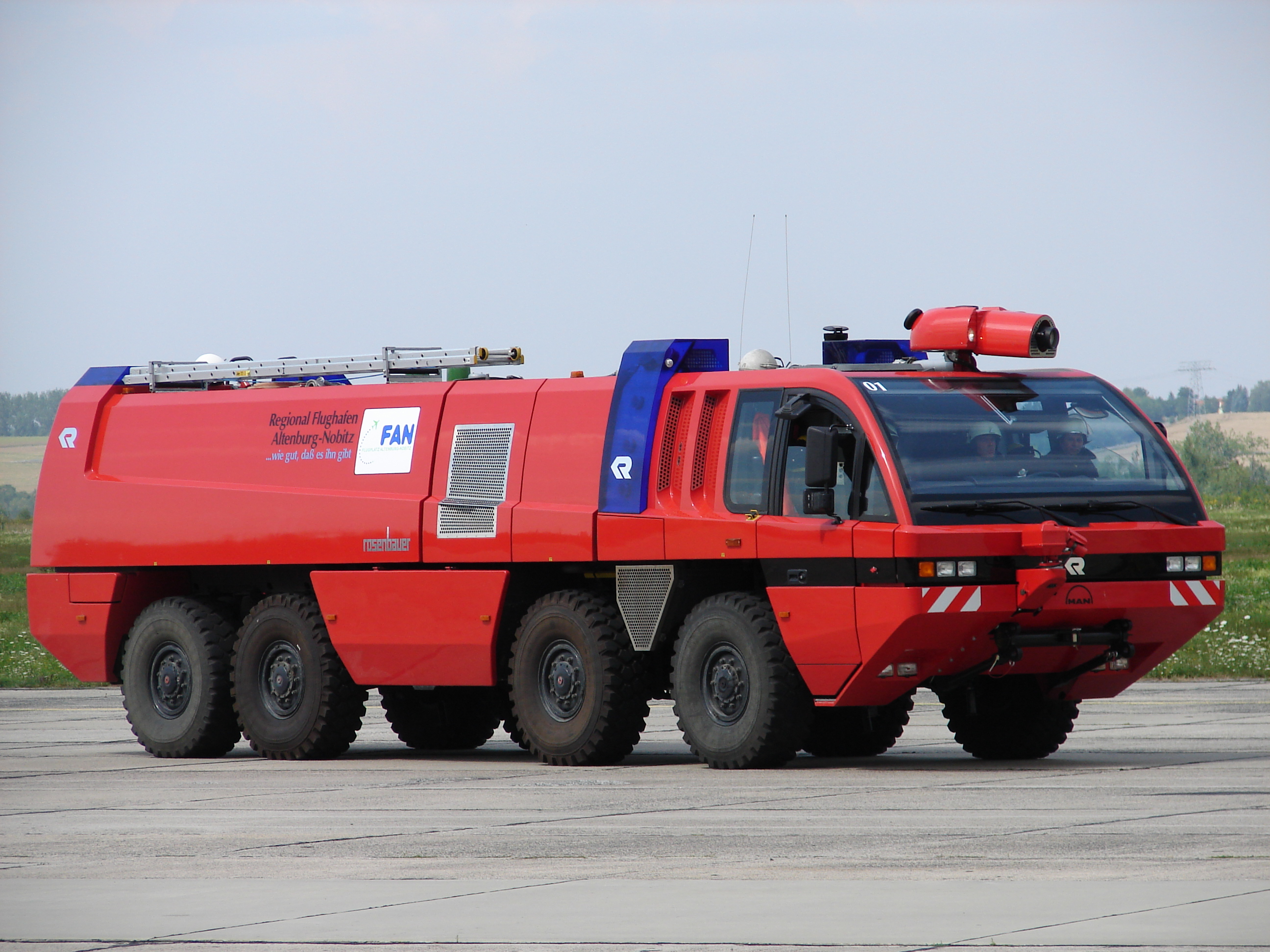
Rosenbauer Panther 8x8 à l'aéroport de Leipzig-Altenburg
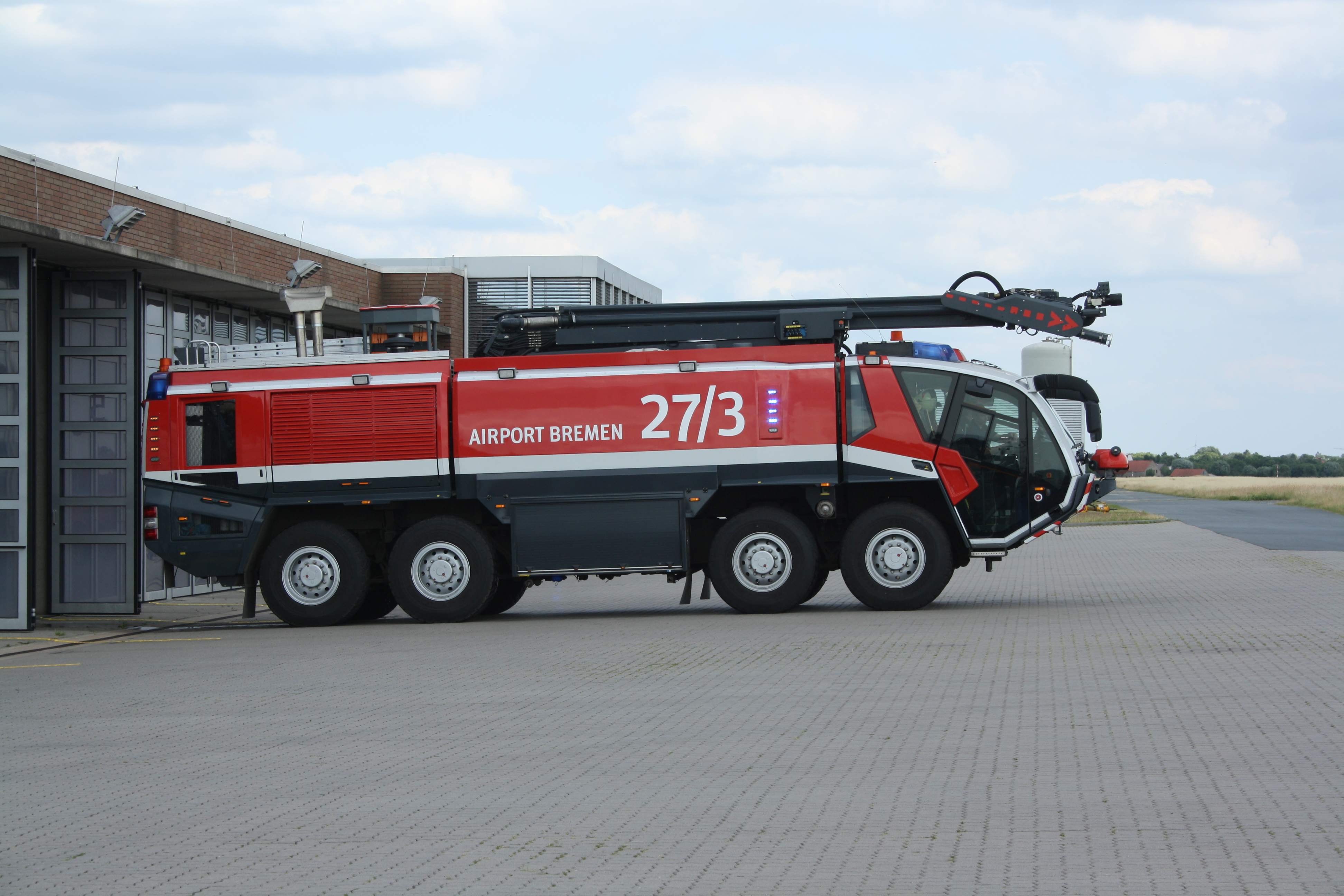
Rosenbauer Panther 8x8 à l'Aéroport de Brême
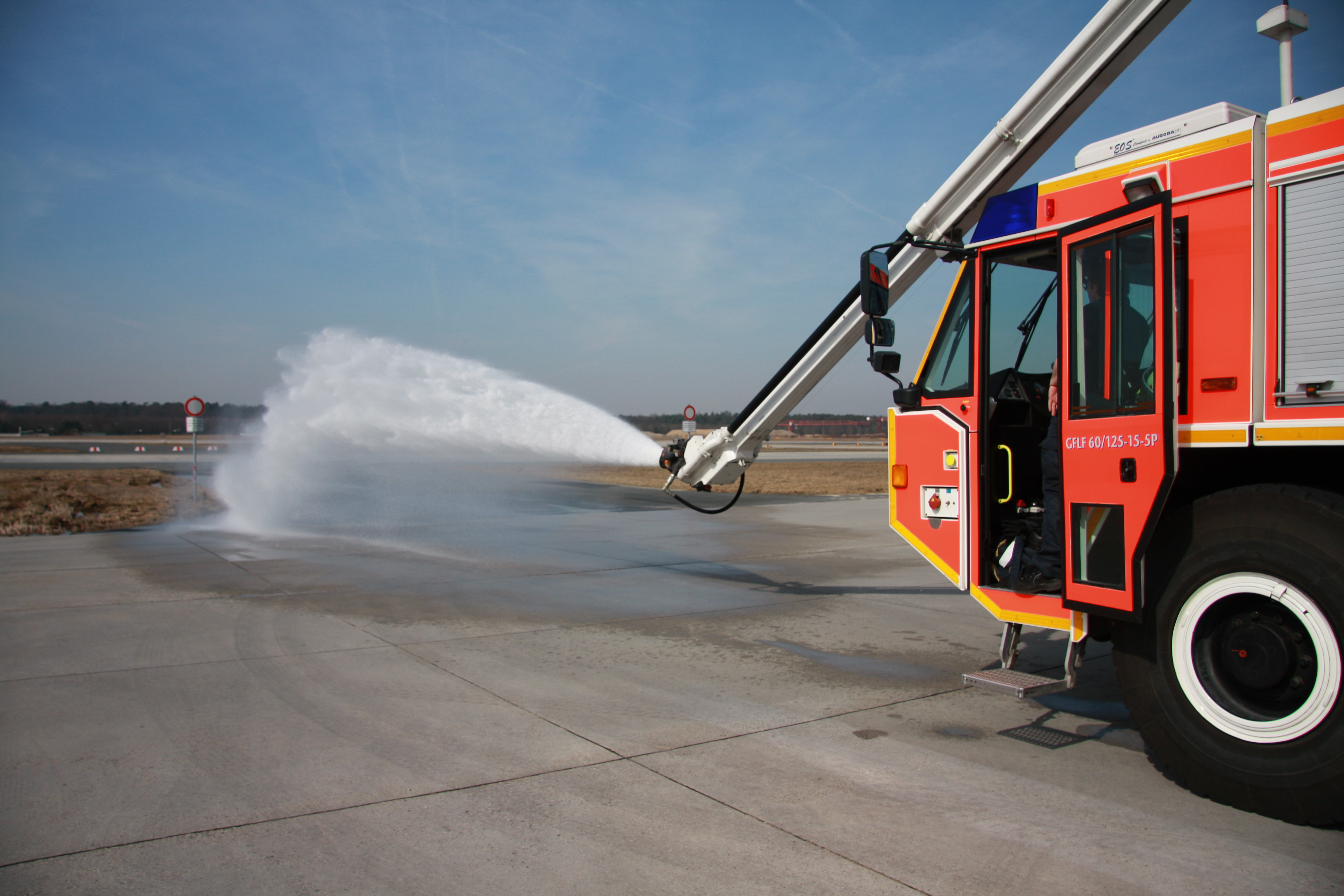
Un Rosenbauer Simba 8x8 HRET du service de secours et d'incendie de l'aéroport de Francfort, en action

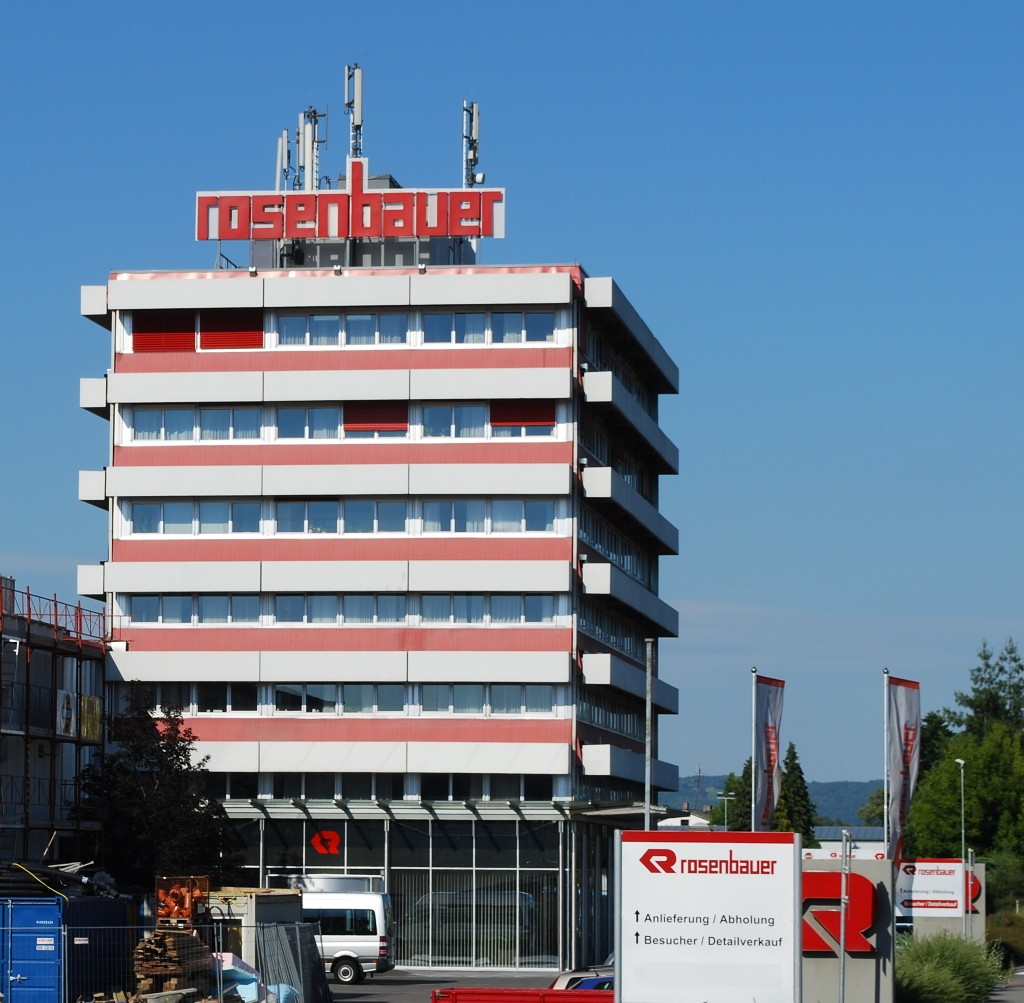
Le siège de Rosenbauer à Leonding en Autriche.